# Central Park (nebotičnik)
Central Park je najvišji nebotičnik v mestu Perth v Zahodni Avstraliji. V višino meri 249 m.